# سنجاب نواری آفریقایی
سنجاب نواری آفریقایی (نام علمی: Funisciurus) نام یک سرده از تیره سنجاب است.

## گونه‌ها
- Thomas's Rope Squirrel سنجاب طنابی توماس
- Lunda Rope Squirrel سنجاب طنابی لوندا
- Carruther's Mountain Squirrel سنجاب کوه کاروتر
- Congo Rope Squirrel سنجاب طنابی کنگو
- Lady Burton's Rope Squirrel سنجاب طنابی بانو برتون
- Ribboned Rope Squirrel سنجاب طنابی نواره‌ای
- Red-cheeked Rope Squirrel سنجاب طنابی گونه‌سرخ
- Fire-footed Rope Squirrel سنجاب طنابی آتش‌پا
- Kintampo Rope Squirrel سنجاب طنابی کینتامپو